# Velikovec
Velikôvec (nemško Völkermarkt) je mestno naselje v vzhodnem delu Celovške kotline na avstrijskem Koroškem in sedež istoimenskega upravnega okraja. Leži 462 mnm, vrh visoke terase nad levim bregom Drave v Podjuni in ima skoraj 4.900, občina pa okoli 11.000 prebivalcev (11.733 leta 2001 oz. 10.886 2021). Velikovec je gospodarsko središče Podjune ob pomembnem cestnem prehodu čez Dravo, ki je tu zajezena in tvori Velikovško jezero (Völkermarkter See).
Južno od Velikovca se razprostira pestra panorama Karavank, na severu pa se počasi dvigujejo prvi obronki Svinške planine (Saualpen), kjer še vztrajajo najsevernejši slovenski narodnostni otoki - npr. Djekše. V severozahodnem območju mestne občine Velikovec je dolina Trušnje (nemško Trixen) s posebnim zgodovinskim pomenom. Današnja krajevna imena so Zgornje- Srednje- in Spodnje Trušnje (Ober-, Mitter- und Niedertrixen), dolino pa razvodnjuje Trušenjski potok (Trixenbach).
V mestu stojijo stare hiše, romanska cerkev svetega Rupreta, poznogotska cerkev svete Magdalene, osnovne šole, gimnazija idr.

## Naselja v občini
Mestna Občina Velikovec je sestavljena iz 26 katastrskih občin (z nemško ustreznico):
| - Črni Grad (Neudenstein) - Gurčiče (Gurtschitschach) - Homberk (Höhenbergen) - Korpiče (Korb) - Mali Šentvid (Klein St. Veit) - Mlinski Graben (Mühlgraben) - Mrzla Voda (Kaltenbrunn) - Na Dravo (Ob der Drau) - Pri Dravi (Bei der Drau) - Rakole (Rakollach) - Ricinje (Ritzing) - Ruštat (Ruhstatt) - Rute (Greuth) | - Spodnje Trušnje (Niedertrixen) - Srednje Trušnje (Mittertrixen) - Šentjakob (St. Jakob) - Šentpeter na Vašinjah (St. Peter am Wallersberg) - Šentrupert (St. Ruprecht) - Telenberk (Töllerberg) - Tinje (Tainach) - Važenberk (Waisenberg) - Velikovec (Völkermarkt) - Vinograd (Weinberg) - Vodovnica (Wandelitzen) - Volmat-Lesine (Admont-Lassein) - Vovbre (Haimburg) |

Občina Velikovec je sestavljena iz 79 krajev in zaselkov (z nemško ustreznico) (v oklepaju število prebivalcev, stanje 2001):
| - Borovec (Führholz) (20) - Brankovec (Frankenberg) (34) - Brnce (Wernzach) (31) - Čarče (Hafendorf) (31) - Črni Grad (Neudenstein) (76) - Dobje (Aich) (96) - Dobrava (Dobrowa) (87) - Dole pri Šentpetru (Dullach I) (58) - Dole pri Tinjah (Dullach II) (86) - Dolinja vas (Niederdorf) (4) - Dravski Dvor (Drauhofen) (72) - Gorce (Wurzen) (14) - Gornje Sele (Obersielach) (140) - Gosinje (Gänsdorf) (63) - Grunčiče (Kremschitz) (101) - Gurčiče (Gurtschitschach) (58) - Hom (Kulm) (31) - Homberk (Höhenbergen) (65) - Hrenovče (Krenobitsch) (72) - Hudi Kraj (Bösenort) (15) - Kleče (Gletschach) (20) - Klopče (Penk) (27) - Korpiče (Korb) (97) - Lačni Breg (Hungerrain) (66) - Lesine (Lassein) (54) - Lesinjski zaliv (Lasseinerbucht) (29) - Lipovo (Lippendorf) (61) | - Mrzla Voda (Kaltenbrunn) (70) - Mali Šentvid (Klein Sankt Veit) (234) - Olšenca (Oschenitzen) (163) - Orlača vas (Arlsdorf)(41) - Pod Pečmi (Steinkogel) (44) - Podgorje (Unterbergen) (54) - Podlipa (Unterlinden) (30) - Poroče (Pörtschach) (63) - Potok (Bach) (58) - Pri Rupu (Ruppgegend) (13) - Račiče (Ratschitschach) (85) - Rakole (Rakollach) (26) - Ramovča vas (Rammersdorf) (52) - Ribnica (Reifnitz) (98) - Rička vas (Reisdorf) (121) - Ruštat (Ruhstatt) (66) - Rute (Greuth) (198) - Rute nad Vato vasjo (Berg ob Attendorf) (63) - Rute nad Šmartinom (Berg ob Sankt Martin) (20) - Slovenji Šmihel (Sankt Michael ob der Gurk) (132) - Spodnje Trušnje (Niedertrixen) (19) - Srednje Trušnje (Mittertrixen) (154) - Suho Blato (Dürrenmoos) (368) - Sveta Neža, Šentaneža (Sankt Agnes) (74) | - Šentjakob (Sankt Jakob) (174) - Šentjur na Strmcu (Sankt Georgen am Weinberg) (87) - Šentlovrenc (Sankt Lorenzen) (56) - Šmarjeta pri Velikovcu (Sankt Margarethen ob Töllerberg) (139) - Šmartin (Sankt Martin) (40) - Šentpeter na Vašinjah (Sankt Peter am Wallersberg) (341) - Šentštefan (Sankt Stefan) (32) - Škofljica (Skoflitzen) (11) - Štriholče (Gattersdorf) (214) - Telenberk (Töllerberg) (23) - Tinje (Tainach) (600) - Tinjsko Polje (Tainacherfeld) (23) - Tračje (Ladratschen) (27) - Trpece (Terpetzen) (18) - Vacelna vas (Watzelsdorf) (68) - Vata vas (Attendorf) (30) - Važenberk (Waisenberg) (105) - Velikovec (Völkermarkt) (4.859) - Vinare (Unarach) (16) - Vinogradi (Weinberg) (34) - Vodovnica (Wandelitzen) (49) - Vogliče (Winklern) (36) - Volmat (Admont) (41) - Vovbre (Haimburg) (388) - Zakamen (Bergstein) (45) - Zgornja Škofljica (Bischofberg) (1) - Zgornje Trušnje (Obertrixen) (18) - Žalha vas (Salchendorf) (144) |

## Zgodovina
Današnje naselje se v starih listinah prvič omenja leta 1105 kot trg Völchimercatus. Do srede 18. stoletja se je naselje imenovalo Völkenmarkt. Od leta 1252 se je Velikovec omenjal kot mesto (v starih zapisih se je pojavil tudi pod imenom Judenmarkt). Od leta 1261 je bila v Knežjem gradu kovnica kovancev. V vseh pogledih je Velikovec po pomenu še v 15. stoletju prekašal Celovec, potem pa je počasi izgubljal na pomenu, do leta 1849 ko je ostal le še podeželska občina.
Velikovec je bil skozi zgodovinsko obdobje večkrat močno poškodovan in prizadet: leta 1303 so ga porušile sazburške čete, v 15. stoletju turški vpadi, 1609 potres, 1809 napadi Napoleonove vojske, vmes je prebivalce večkrat prizadela kuga.
Organizirano kulturno življenje Slovencev sega nazaj v leto 1893, ko je bila ustanovljena Ciril in Metodova podružnica za Velikovec. Najbolj pomembna ustanova tega časa je bila ustanovljena 25. oktobra 1896, to je prva zasebna slovenska katoliška šola, t. i. Narodna šola v Šentrupertu pri Velikovcu. 21. oktobra 1906 pa je bilo ustanovljeno slovensko prosvetno društvo Lipa, ki ima torej več kot stoletno tradicijo. Velikovec je bil središče prve plebiscitne cone (Cone A) Koroškega plebiscita, v kateri je bil ta tudi izveden. Od maja 1919 do oktobra 1920 je v Velikovcu delovala slovenska gimnazija, ki pa kljub določilom (obveznostim) iz Saint-Germainske pogodbe ni nadaljevala svojega poslantva in je bila takoj po plebiscitu ukinjena.
Medvojni čas označuje, kot na celotnem južnem Koroškem, poleg splošne družbene dezintegracije zlasti etnična nestrpnost in ekskluzivni zgodovinski pogledi. Potem ko je nacistični okupator od leta 1941 naprej bil deportiral okoli 60.000 Slovencev s slovenske Južne Štajerske je aprila 1942 nadaljeval z isto strategijo planskih deportacij tudi na Koroškem, mdr. v Velikovcu in v velikovškem okraju. To je privedlo do oboroženega odpora, ki je prispeval k osvoboditvi od teroristične diktature in k ponovni vzpostavitvi Avstrije v nekdanjih mejah. Eden izmed centrov vojaškega odpora je bila Svinška planina severno od Velikovca. V spomin na Svinški planini padlim partizanom – pripadnikom osmih narodnosti – so koroški partizani leta 1947 ob navzočnosti zastopnikov zavezniških sil odkrili ta spomenik v Šentrupertu pri Velikovcu. Spomenik je simbol koroškega in mednarodnega boja proti nacizmu. Neznani storilci so spomenik v noči od 10. na 11. september 1953 razstrelili. Avstrijske oblasti ga niso obnovile v prvotni obliki, zato ga je Zveza koroških partizanov leta 1983 obnovila in postavila na to mesto (op.: pred muzejem Peršman v Lepeni v občini Železna Kapla - Bela)."
Leta 1979 se je v mestni hiši/muzeju zgodil bombni teroristični napad, ki ga je organizirala slovenska služba državne varnosti. Napad je poslabšal položaj koroških Slovencev. 

## Dvojezične fare/župnije
Dvojezične nemško-slovenske katoliške fare oz. župnije ter podružniške cerkve v dekanatu Velikovec so: v Djekšah podružniška cerkev Šmihel, fara Gorenče in podružnica Št. Radegunda, fara Krčanje, fara Vovbre, fara Ruda in podružnici Lipa in Lipica-grajska kapela, v Telenberku podružnici Želinje in Sv. Katarina na Homu, fara Št. Peter na Vašinjah ter podružnice Filialkirchen Lisna gora, Šentovrenc in Šmartno, fara Št. Rupert pri Velikovcu ter podružnici Sv. Neža in Št. Urh, v Grebinskem Kloštru Stara farna cerkev ter podružnice Suha Blato, Kleče, Šmihel v Podgori in Vašinje ter v dekanatu Tinje fara Tinje in podružnici Vabnja vas in Virna vas.

## Znamenite osebnosti v/iz kraja
- Julia Cencig (* 18. september 1972), igralka
- Marko Hanžič (1683-1766), tudi Markus Hansiz, jezuit in zgodovinar
- Franz Yang-Močnik (* 1. junij 1951), slikarski umetnik
- Brigitte Karner (* 12. december 1957), igralka
- Stefan Karner (* 18. december 1952), zgodovinar
- Sabine Ladstätter (* 22. november 1968), klasična arheologinja
- Magdalena Lobnig (* 1990), športna veslačica
- Valentin Podgorc (1867-1956), duhovnik in politični aktivist
- Johann Joseph Peyritsch (1835-1889), zdravnik in botanik
- Tanja Raunig (* 3. maj 1989), igralka
- Julius Ringel (1889-1967), general goskih enot nacistične Nemčije in Wehrmachta
- Edwin Wiegele (* 20. avgust 1954), slikarski umetnik

## Zunjanje povezave
- Stadtgemeinde Völkermarkt